# 近藤敬
近藤 敬（こんどう たかし）は、日本の経営コンサルタント。
デロイトトーマツコンサルティング株式会社パートナー　執行役員。

## プロフィール
ペンシルベニア大学ウォートン・スクールでMBA取得（経営学・ファイナンス専攻）。外資系消費財メーカーマーケティング部のブランドマネジャー、経営コンサルティング会社デロイトトーマツコンサルティング、アクセンチュア、アビームコンサルティング戦略事業部を経て現職。
業界、業種を問わず、マーケティング視点をベースにした、サプライチェーン（SCM）改革、グローバルサプライチェーンネットワークの構築、プロダクトライフサイクルマネジメント（PLM）改革、法人営業向けのソリューション型営業への転換など新しい経営手法の開発と実施を行う。特に共著のPLM入門は、韓国語、中国語にも翻訳・出版され、アジアの実務家に読まれている。
現場目線の在庫削減、営業マン管理、間接業務改革から、海外市場進出、新規事業計画の立案、中期経営計画の立案から大規模組織改革などの戦略コンサルティングに幅広く精通する。
ロジカルシンキングを現場業務に応用したロジカルセリング手法を開発し、企業研修を通じて日本での普及を勤めるほか、広く経営幹部等への研修講師を行う。

## 主な著書
- 「PLM入門」ISBN 4820741543
- 「成功するeサプライチェーンマネジメント」 ISBN 4408104612
- 「サプライチェーン理論と戦略」 ISBN 4478372616

## 連載
- 季刊：東洋経済社　THINK!　「ロジカルセリング　見えないカベを破る法人営業改革」
- マイコミジャーナル 【コラム】顧客をつかむコンサルの提案力 (6) 「勝つ提案」をするための技術
- IT　MONOIST 先進企業が目指すグローバル成長期のPLM（1）：PLMはTime to MarketからTime to Profit

## リンク
- キャリア道場
- 経営コンサルタントへの道
- 近藤敬 (@takkondo) - X（旧Twitter）